# Corigliano Volley
Il Corigliano Volley è una società pallavolistica maschile italiana con sede a Corigliano-Rossano: milita nel campionato di Serie C.

## Storia
Il Corigliano Volley nasce nel 2008 e partecipa nella sua prima stagione al campionato di Prima Divisione: nella stagione 2010-11 esordisce nella Serie B1. A seguito della rinuncia di alcune squadre, per l'annata 2011-12, il club viene ripescato in Serie A2, sfiorando la promozione in Serie A1, nella stagione 2012-13, eliminato nelle semifinali dei play-off promozione, ed in quella 2014-15, arrivando in finale.
All'inizio della stagione 2015-16 la società rinuncia alla Serie A2, ripartendo dalla Serie B1; rinuncia successivamente anche alla Serie B1 giocando, nella stagione 2016-17, in Serie C.

## Rosa 2014-2015
| N° | Nome               | Ruolo | Data di nascita   | Nazionalità sportiva |
| -- | ------------------ | ----- | ----------------- | -------------------- |
| 1  | Michal Hrazdíra    | S     | 21 ottobre 1985   | Rep. Ceca            |
| 3  | Lorenzo Calonico   | S     | 28 settembre 1981 | Italia               |
| 5  | Marco Izzo         | P     | 17 novembre 1994  | Italia               |
| 7  | Filippo Taliani    | L     | 22 gennaio 1989   | Italia               |
| 8  | Daniele Casciaro   | L     | 30 gennaio 1993   | Italia               |
| 9  | Giacomo Tomasello  | C     | 6 novembre 1976   | Italia               |
| 10 | Felipe Banderó     | S/O   | 12 giugno 1988    | Brasile              |
| 11 | Daniele Lavia      | S     | 4 novembre 1999   | Italia               |
| 12 | Romolo Mariano     | S     | 18 dicembre 1991  | Italia               |
| 13 | Samuel Walker      | S     | 19 febbraio 1995  | Australia            |
| 14 | Filomena Giuseppe  | S     | 10 maggio 1996    | Italia               |
| 16 | Michael Menicali   | C     | 8 marzo 1990      | Italia               |
| 18 | Fiorenzo Colarusso | P     | 10 maggio 1994    | Italia               |